# Вељко Чубриловић
Вељко Чубриловић (Босанска Градишка, 6. јул 1886 — Сарајево, 3. фебруар 1915), био је национални радник и учитељ, Србин и младобосанац који је учествовао у организовању Сарајевског атентата на аустријског надвојводу Франца Фердинанда 15/28. јуна 1914. године. Окружни суд Земаљске владе у Сарајеву га је осудио због велеиздаје на смртну казну вешањем.

## Биографија
Рођен је у Градишки 6. јула 1886. године, од мајке Савке, рођене Лазаревић и оца Јове. Мајка је била Крајишкиња, један брат јој је био директор банке, а други свештеник. Била је писмена, што је представљало праву реткост међу њеним вршњакињама. Отац је био пореклом из Крупе на Врбасу, одакле потичу многи Чубриловићи. Бавио се трговином, учествовао је у Устанку 1875–1878 и био добровољац у Српско-турском рату 1876.
У породици је било десеторо деце, која су се рађала по следећем редоследу: Јованка, Чедо, Здравко, Стака, Вељко, Лепа, Вида, Милорад, Бранко и Васо. Троје прворођених су рано умрли.
Како је отац рано умро умро (1898), а десетак година касније умрла је и мајка, бригу о деци је водио очев ујак Васо Видовић, који је важио за угледног трговца у Градишки. Бригу о млађој деци су касније преузели Вељко и сестре Стака и Вида.
Завршио је четири разреда Гимназије у Новом Саду, С обзиром да је у школи био изврстан ђак и све испите положио са одликом, могао је као и већина младих људи да настави студије на високим школама у Бечу или Прагу, и направи велику каријеру, али је као најстарији мушки члан породице, одлучио да се жртвује за своју породицу и школује се за учитеља, како би што пре могао да почне да ради.
Завршио је Учитељску школу у Сомбору (1905), а затим почео да ради као учитељ, најпре у Тузли (1905–1910), где се оженио Јованком Адамовић. Помагао је млађег брата Бранка који је студирао медицину у Бечу и старије сестре Стаку, која је завршила медицину и Виду, а касније и брата Васу кад је пошао у гимназију.
Године 1910. су се преселили у Прибој Мајевички, где је плата била нешто боља и где су до 1914. обоје радили као учитељи у основној школи. Јованка је водила први и други разред, а Вељко трећи и четврти. Одмах су постали признати просветни радници. У својој струци су се бавили и истраживачким радом. Припремили су писање уџбеника.
У прибојском крају Вељко је уживао велики ауторитет. Јованка и он су одржавали веома срдачан однос са сеоским домаћинствима. Одлазили су на разна крштења, славе, свадбе и друга славља. Окумили су се са породицама Петковић и Керовић (Митар и његови синови Неђо, Јован и Благоје).
Вељко је у Прибоју основао спортско друштво „Соко“. Већ 1910. у Прибоју је одржан Посавинско‐подрињски слет Сокола, који је у то време представљао значајан спортски догађај. Основао је и антиалкохоличарско друштво „Побратимство“, пододбор „Просвете“ и Народну читаоницу.
Сарађивао је са Српском краљевском академијом, испитујући српске старине у Босни и Херцеговини. У више наврата у Мајевачки крај је долазио Јевто Дедијер, са којим је проучавао етнографску грађу, по упутствима професора Јована Цвијића. Сакупио је податке о пет села на Мајевици, а материјал послао академији.
Омладину из краја је слао у пољопривредну школу у Шапцу, како би стекли одређена знања о земљорадњи.
У Прибоју се Вељко налазио ближе границе са Србијом, што му је пружило могућност да успостави добре везе, како преко људи који су путовали за Србију, тако и преко оних који су долазили из Србије у Босну. И сам је често путовао у Србију. Нарочито велику услугу је учинио српској војсци за време Скадарске кризе 1913, када је слао необично тачне извештаје о кретању аустријских трупа. Један од таквих извештаја једном је пренео и млађи брат Васа.
Након неуспелог покушаја Богдана Жерајића да изврши атентат на Франца Јозефа, појавио се моћан покрет генерације назван „Млада Босна”, који је деловао од 1910. до Видовдана 1914. Основни циљ покрета је био борба за ослобођење Босне и Херцеговине и њено присаједињење Србији, а крајњи циљ уједињење Јужних Словена у слободну и демократску државу. Тај покрет је први пут успео да оствари јединство напредне српске, хрватске и муслиманске омладине у национално-револуционарној борби. Идеолог покрета је био Владимир Гаћиновић, повереник организације Уједињење или смрт („Црна рука”) за БиХ, чији је задатак био да окупи омладину по европским универзитетима и створи упоришта широм БиХ.
Као члан покрета Вељко је Гаврила Принципа и Трифка Грабежа, преузео с оружјем од Јакова Миловића, који их је, радећи у војнообавештајној служби и обављајући курирске послове за Народну одбрану претходно превео преко границе и пренео им оружје. Вељко их је заверенике одвео код свог кума Митра Керовића, да би их Митров син Неђо Керовић, заједно са Цвијаном Стјепановићем превезао колима заверенике и оружје у Тузлу, код Мишка Јовановића.
У недељу, 28. јуна 1914, на Видовдан, Гаврило Принцип је извршио атентат на Франца Фердинанда и Софију Хотек. Након што су Принцип и Недељко Чабриновић ухапшени, испитивала их је полиција. На крају, у страху да ће због атентата страдати невини, ухапшени су одлучили да одају имена других завереника. Мухамед Мехмедбашић је успео да побегне у Црну Гору, али Вељко и Васо Чубриловић, Данило Илић, Цвјетко Поповић и Мишко Јовановић и други учесници су ухапшени и оптужени за велеиздају.
Вељко је након атентата имао могућност да избегне хапшење и побегне у Србију. Међутим, како су његови кумови, Митар и Неђо Керовић одлучили да не беже, иако знајући шта га чека, одлучио је да остане.
Оптужница за велеиздају је Вељка Чубриловића теретила због помагања да се оружје намењено за убиство престолонаследника, пренесе из Прибоја у Тузлу. У велеиздајничке акције убројани су му и оснивање прибојског Сокола, сарадња са Народном одбраном, као и сарадња са Српском краљевском академијом. Вељко је признао да је помогао пренос оружја, али правдајући се да је то учинио под притиском. Такође је признао да се упознао са председником шабачке Народне одбране и да се по његову наговору примио повереништва Народне одбране, која је по његовом схватању представљала културно-просветну институцију и порицао је да је био упознат са њеним политичким тенденцијама.
По аустроугарском закону, смртна казна се није могла изрећи малолетним особама, односно особама млађим од двадесет година, у тренутку када је био почињен злочин. Тако су Недељко Чабриновић, Гаврило Принцип и Трифко Грабеж осуђени на максималну казну од двадесет година. Васо Чубриловић је осуђен на 16 година, а Цвјетко Поповић на 13 година. Међутим Вељко, као најстарији међу организаторима, није могао да избегне смртну касну. Вељко Чубриловић, Мишко Јовановић и Данило Илић су након суђења осуђени на смрт вешањем.
Поступак са оптуженима у затворима је био нечовечан и бруталан. Затвореници су били слабо одевени и у исцепаној одећи. Седели су у хладним, влажним и мрачним самицама, избама. На дрвеним креветима није било никакве постељине. Читање књига или новина је било забрањено. Добијали су већином покварену и редовно загађену храну. Страже у дворишту је пуцала у прозоре од ћелија, чим би неко провирио на прозор, а стража у ходнику је ударала затворенике кундацима од пушака за сваку ситницу, често и без икаквог разлога. Затвореници су били препуштени самовољи, злостављању и најнедостојнијем вријеђању и понижавању.
О датуму извршавања пресуде, окружни суд је обавестио адвоката око девет увече, уочи дана извршења казне. Адвокат је исте ноћи пожурио да обавестим његову породицу, како би имали могућност да се у задњем тренутку опросте са њим.
Вељко је уз Мишка Јовановића био једини религиозан међу учесницима атентата. Пред погубљење је затражио примерак Светог писма, Јеванђеље по Јовану, које је читао подвлачећи места која су оправдавала његову жртву. Затражио је да се тај примерак пошаље његовој ћерци Нади, која је рођена док је он био у затвору.
Његове две сестре Стака и Вида су добиле дозволу да га посете ујутро пред погубљен.
Пресуда је извршена 3. фебруара 1915, између девет и десет часова ујутру. Пре извршења пресуде, још у ћелији, осуђеницима на смрт су скинути ланци. На место погубљења у кругу Војног логора, са њима је дошао и свештеник, који им је читао последњу молитву. Осуђеницима је поново прочитана пресуда, коју су они мирно саслушали. Док су лупали добоши, клицали су против Аустроугарске. Погубљење је извршио званични џелат Земаљске владе у Сарајеву, Аустријанац, Алојз Зајгерт. Вељко је обешен први, као најмање „грешан”. Он је након што је пришао вешалима, самом себи откопчао крагну, скинуо кравату и намакао омчу, говорећи џелату да му прашта своју смрт. Након њега је обешен његов кум Мишко Јовановић, а на крају Данило Илић као најгрешнији, чиме је испуњена пресуда суда по којој је најгрешнији требало да посматра умирање својих сапатника.
Држање осуђених на погубљењу је бринуло власти у Сарајеву. Бојали су се да би њихови гробови могли постати место ходочашћа младобосанаца, као што се десило у случају Богдана Жерајића. Из тог разлога је Окружни суд у Сарајеву, супротно закону о праву њихових породица да сами обаве сахрану, наложио полицији да их тајно сахрани. Њихове посмртне остатке је случајно открио професор цртања Данила Илића, Манојло Крунић, сазнавши од једног млинара, да је у селу Нахорево из околине Сарајева, видео ноћно сахрањивање, након погубљења, о чему је Крунић обавестио власти након Првог светског рата.
Његови посмртни, заједно са посмртним остацима других Видовданских хероја, сакупљених по затворима бивше монархије Аустроугарске, у којима су тамновали, су 7. јула 1920. сахрањени у заједничкој гробници у Сарајеву, а затим 1939. у Капели Светог Арханђела посвећеној Видовданским херојима, у насељу Циглане у Сарајеву.

## У његову част
Основна школа у Прибоју Мајевичком названа је по њему. Једна улица у Сомбору и Лакташима носи његово име, а у Бањалуци постоји улица Браће Чубриловића. Некада је и у центру Сарајева једна улица носила његово име, али је преименована у улицу Ђоке Мазалића.

## Писмо породици
Његов људски лик видљив је и кроз његова писма.
Дана 3. фебруара 1915. године, над њим је извршена смртна казна вешањем. Ноћ пред смрт Вељко је написао писмо породици. Оригинал је спаљен, по наредби суда, али се тамничар сажалио пре него што је запалио писмо и преписао га. Потресне речи човека пред чијим очима је већ била смрт сведоче о вери да жртва није узалудна, и да ће све, па и његову Наду, у будућности огрејати слобода.
Када примиш ово писмо, мој дух лебдеће над Тобом и нашим чедом, милом Надом. Твој Вељко оставиће ову „долину суза“, а ништа нема да остави теби, мила моја, и нашјем дјетету, него своју неизмерну љубав према вама. Душо, посљедња моја мисао биће упућена вама, мојим најмилијима. Не тугуј много, не жалости се. Тако је морало бити. Преда мном на столу леже слике Твоје и Надине, ја вас љубим, а неки унутрашњи глас ми шапће, да ће вас послије моје трагедије пратити срећа и благослов Божји. Будите сретни, а вријеме ће излијечити и ову тешку рану. Мила моја ја познајем живот и предвиђам да ћеш ти храбро корачати кроз њега и крчити трновите стазе којим ћете ступати. Али душо, ако би пут био исувише трновит да не би достојало Твоје снаге да га крчиш, потражи друга који ће Те разумјети, као што сам Те ја разумјевао, па с њиме удружи свој живот. Од мене, нека Ти је просто. Ти си заслужила да будеш сретна. Када наша Нада одрасте и могне разумјети, испричај јој све о њеном оцу. Држим да ће ме разумјети и опростити своме оцу што је осиротила. Да, ја тражим и молим њен опроштај, јер нисам према њој извршио родитељске дужности. Ти ћеш рећи милом чеду: твој тата је тебе волио више него свој живот, љубио те и носио када си била мала, о теби је мислио и дан и ноћ. Неизмјерно вас воли и љуби ваш тата. Нека вас Господ благослови. Молите се њему, да ми буде милостив.— цитат